# Polytrichadelphus peruvianus
Polytrichadelphus peruvianus là một loài Rêu trong họ Polytrichaceae. Loài này được Broth. miêu tả khoa học đầu tiên năm 1906.